# 扁片海桐
扁片海桐（学名：Pittosporum planilobum）为海桐花科海桐花属下的一个种。

## 扩展阅读
- 維基物種上的相關：扁片海桐